# Zás Trás
Zás Trás foi um popular programa infantil de auditório da década de 1960, exibido pela TV Paulista e depois pela TV Globo. Apresentado por Márcia Cardeal (Tia Márcia) e com a participação de Aristides Molina (o Titio Molina), o programa misturava brincadeiras e interatividade com a exibição de desenhos animados, se tornando uma das atrações queridas do público infantil.

## Histórico e Evolução
Originalmente transmitido pela TV Paulista, o programa teve sua estreia em 26 de abril de 1965, inicialmente com o casal de apresentadores-mirins Gislene e Marco Antônio. Durante a sua exibição, foi uma das principais atrações infantis da emissora, sempre com desenhos animados no horário das 19h.
Em 1969, após a saída de Márcia Cardeal, o programa passou a contar com a participação de Ted Boy Marino, que apresentou filmes e desenhos. No entanto, o programa foi interrompido por um tempo e retornou à TV Globo em julho de 1972, após quase dois anos fora do ar. A nova fase do programa teve uma duração de uma hora e 15 minutos, sendo transmitido entre 16h e 18h15 de segunda a sexta-feira, agora apresentado novamente por Márcia Cardeal.
Este retorno trouxe o programa em cores, e passou a incluir atrações internacionais, como os seriados Terra de Gigantes, Túnel do Tempo, Tarzan, Bip-Bip Show e Família Dó-Ré-Mi, além de desenhos animados.

## Fim do Programa
Em 20 de outubro de 1972, após apenas três meses de reexibição, o Zás Trás foi substituído pela sessão vespertina do programa Vila Sésamo e pela sessão de desenhos Globo Cor Especial.